# Fokofpolisiekar
A Fokofpolisiekar (afrikaans kiejtése:ˈfɔkɔf puˈlisiˌkɑːr; "Fuckoffpolicecar") dél-afrikai punk rock/pop punk/alternatív rock együttes, amely 2003-ban alakult Bellville-ben, Fokváros közelében. A névben található trágár szó miatt általában Polisiekar vagy FPK néven utalnak rájuk.
Az együttes több botrányba keveredett hazájában, nevük és szövegeik témái miatt is. 2004-ben egy kocsmai verekedés során egy csapat férfi felismerte őket, és elkezdték sértegetni Van Coke-ot, többek között "buzinak" nevezték. Ezután hírnevet szereztek arról, hogy koncertjeiken verekedés tör ki. A Lugsteuring albumot reklámozó turnén az együttesnek le kellett ugrania a színpadról, hogy felbomlasszanak egy verekedést.
2006 áprilisában a basszusgitárosuk a "fok god" ("baszd meg Istent") szavakat írta Bobby van Jaarsveld énekes barátjának pénztárcájára. A vallási csoportok felháborodtak ezen, és többek között rádiós interjúk során és újságokba írott levelekben fejezték ki nemtetszésüket. Emiatt majdnem kidobták az együttest a Klein Karoo Nasionale Kunstefees fesztivál fellépői közül is. Végül mégis megengedték nekik, hogy felléphessenek, azzal a feltétellel, hogy nem használják a "fok god" kifejezést. Ezután az együttes arra kérte a közönséget, hogy bocsássanak meg nekik, ugyanis "Jézus is ezt tette volna".

## Tagok
- Francois "Van Coke" Badenhorst – ének
- Johnny de Ridder – gitár
- Hunter Kennedy – vokál, ritmusgitár
- Wynand Myburgh – basszusgitár
- Jaco "Snakehead" Venter – dob
- Justin Kruger – dob (koncerteken)

## Diszkográfia
- Lugsteuring (2004)
- Swanesang (2006)
- Selfmedikasie (2017)
- TBA (2021)

EP-k
- As Jy Met Vuur Speel Sal Jy Brand (2003)
- Monoloog In Stereo (2005)
- Brand Suid-Afrika (2006)
- Antibiotika (2008)
- Droom Hoog (2018)
- Kajuitkoors (2020)

Kislemezek
• Dagdronk (2012)
• Paranoia (2014)
• Komma (Live at Kirstenbosch Gardens) (2018)
Válogatáslemezek
- Forgive Them For They Know Not What They Do (2009)
- Fokofpolisiekar 10 Year Anniversary (2012)

Koncertalbumok
- Forgive Them For They Suck K*k (2013)
- Sweet 16 (2020)
- Super Sick Seventeenth (2020)
- The Sound of Fokof Unplugged (2021)